# РМ Хам Бенфика
РМ Хам Бенфика (Football Club Rapid Mansfeldia
Hamm Benfica) футболен клуб от квартал Хам в столицата Люксембург, Люксембург. Основан през 1933 година. Състезава се в Националната дивизия на Люксембург (Най-висшето ниво на футбола в Люксембург). Играе срещите си на стадион „Анри Бош“ с капацитет 1500 зрители.
Клубът е основан на 26 март 2004 година в резултат от сливането на клубовете „Хам 37“ и „РМ 86 Люксембург“. Клубът „Рапид Мансфелдия 86 Люксембург“ на свой ред е бил основан през 1986 година след сливане на клубовете „Рапид“ Нойдорф (основан през 1909) и „Мансфелдия“ Клаузен-Центс (основан през 1919). Клубът „Хам 37“ е основан през 1937 година. Домакинските си срещи играе на стадион „Люксембург-Центс“ с капацитет 2800 зрители. Във висшата Люксембургска лига играе от сезон 2007/08, а най-доброто му класиране е 6-о място през сезон 2008/09.

## Известни играчи
- Рашид Белабед
- Кадабра

## Успехи
- Национална дивизия на Люксембург:
  - 6-о място (1): 2008/09
- Купа на Люксембург:
  - 1/4 финал (1): 2014/15
- Дивизион д Оньор: (Трета лига)
  -  Победител (2): 2007, 2014[1]